# 尤哈·蒂艾宁
尤哈·蒂艾宁（芬蘭語：Juha Tiainen，1955年12月5日—），芬兰男子田径运动员。他曾代表芬兰参加1980年、1984年和1988年夏季奥林匹克运动会田径比赛，其中1984年奥运会获得一枚金牌。